# Алипурский жестовый язык
Алипурский жестовый язык — деревенский жестовый язык, который сформировался в индийском городе Алипур, штат Карнатака.
Алипур — небольшое шиитское поселение в преимущественно индуистском регионе. Кроме социального имеется и лингвистический барьер: жители Алипура говоря на урду и хинди, тогда как официальным языком штата Карнатака является каннада. В сообществе наблюдается высокая доля случаев наследственной глухоты: по данным 2012 года, в поселении проживало 20000 человек, из которых 150 имели проблемы со слухом.
Из-за большого числа неслышащих жителей, общей социальной изоляции города и отсутствия доступа к образованию для глухих в Алипуре зародился новый жестовый язык. Время возникновения языка достоверно неизвестно, но в 2012 году семидесятилетний мужчина отмечал, что его дедушка уже пользовался жестовым языком.
Алипурским жестовым языком на разном уровне владеют многие слышащие жители города, некоторые — как родным. Язык используется во всех сферах жизни и поддерживается населением города: в частности, местный телевизионный канал по инициативе городского сообщества использовал в своих трансляциях жестовый язык.
В настоящее время алипурский жестовый язык испытывает сильное влияние других жестовых языков: с развитием интернета появился доступ к материалам, сопровождающимся переводом на различные жестовые языки; повысилась мобильность населения, молодые глухие ездят в Бангалор, где заводят дружбу с носителями амслена или индийского жестового языка; в школе для глухих двое учителей также пользуются амсленом. Изменения в языке происходят очень быстро: в 2007 году влияние американского жестового языка ещё не наблюдалось, но стало заметно в 2012, возникла проблема понимания между младшими и старшими поколениями носителей. Тем не менее, язык пока не находится под угрозой исчезновения: численность глухого населения в настоящее время не уменьшается, а по религиозным причинам большинство жителей Алипура предпочитают оставаться жить и обзаводиться семьёй в родном городе.
В отличие от многих других сообществ деревенских жестовых языков, в Алипуре глухота рассматривается как недостаток. В частности, при вступлении в брак глухой человек выплачивает семье супруга или супруги большее приданое, а браки между двумя глухими супругами подвергаются осуждению. Глухие люди ощущают себя дискриминированными. Традиционно неслышащие считались непригодными к получению образования, так что первая школа для глухих появилась в регионе только в 2001 году. Из-за неравного доступа к образованию имеется и неравенство в трудоустройстве, несмотря на то, что неслышащие люди считаются хорошими работниками.
Деревенские жестовые языки расширили представления лингвистики о передаче числительных в жестовых языках. В частности, в алипурском жестовом языке степени десятки выражаются с помощью модификации жеста в пространстве: число с бо́льшим количеством нулей требует более широкой версии жеста. Кроме того, числительные могут образовываться по схеме вычитания, например, 195 может быть передано как «200-5». Схема вычитания и пространственная модификация жестов для передачи различных числовых значений не встречались в жестовых языках сообществ глухих.